# John Addison (1765-1844)
John Addison (Londres, c. 1765 - Londres, 30 de enero de 1844) fue un compositor y contrabajista británico.
Addison nació, vivió y murió en Londres.
Escribió seis operetas, que fueron muy populares en la época, entre ellos,
Sacred drama (‘drama sagrado’),
Elijah (‘Elías’) y
Songs and glees (‘canciones y glis’).
En 1836 escribió un libro sobre instrucciones para el canto, Singing practically treated in a series of instructions (‘el canto tratado de manera práctica en una serie de instrucciones’).
La canción de Addison, The Woodland Maid fue incluida entre las dieciséis entradas en el quinto volumen del libro Standard english songs (‘estándar de canciones en inglés’) de W. A. Barrett.